# Directors of Photography
Albums de Dilated Peoples
20/20
(2006)
Directors of Photography est le cinquième album studio des Dilated Peoples, sorti le 12 août 2014.

## Liste des titres
| No  | Titre                                                                               | Contient un (des) sample(s) de             | Durée |
| --- | ----------------------------------------------------------------------------------- | ------------------------------------------ | ----- |
| 1.  | Intro (Produit par Evidence et DJ Babu)                                             |                                            | 0:53  |
| 2.  | Directors (Produit par Evidence)                                                    |                                            | 3:31  |
| 3.  | Cut My Teeth (Produit par The Alchemist)                                            |                                            | 3:40  |
| 4.  | Defari Interlude (Produit par Evidence)                                             |                                            | 1:20  |
| 5.  | The Dark Room (featuring Vince Staples – Produit par Evidence et Twiz The Beat Pro) |                                            | 4:19  |
| 6.  | Good As Gone (Produit par DJ Premier)                                               | Unorthodox de Joey Bada$$ The Come Up d'AZ | 3:45  |
| 7.  | Show Me the Way (featuring Aloe Blacc – Produit par Jake One)                       |                                            | 4:08  |
| 8.  | Figure It Out (Melvin's Theme) (Produit par DJ Babu)                                | Going Back to Cali de LL Cool J            | 4:25  |
| 9.  | Let Your Thoughts Fly Away (Produit par Diamond D)                                  |                                            | 4:27  |
| 10. | Century of the Self (featuring Catero – Produit par Oh No)                          | Get Out of My Life, Woman d'Iron Butterfly | 3:38  |
| 11. | @mrevidence Interlude (Produit par Evidence)                                        |                                            | 1:11  |
| 12. | The Reversal (Produit par DJ Babu)                                                  | Upon This Rock de Joe Farrell              | 2:51  |
| 13. | Opinions May Vary (featuring Gangren – Produit par DJ Babu)                         |                                            | 4:15  |
| 14. | Trouble (Produit par Evidence et Bravo)                                             |                                            | 4:35  |
| 15. | L.A. River Drive (featuring Sick Jacken – Produit par The Alchemist)                |                                            | 4:41  |
| 16. | The Bigger Picture (featuring Krondon – Produit par 9th Wonder)                     |                                            | 4:07  |

| 17. | Times Squared (Produit par Evidence)                                                                      |                         | 3:05 |
| 18. | Hallelujah (featuring Fashawn, Rapsody, Domo Genesis, Vinnie Paz et Action Bronson – Produit par DJ Babu) | Papa Was Too de Joe Tex | 5:46 |